# Agente inmobiliario

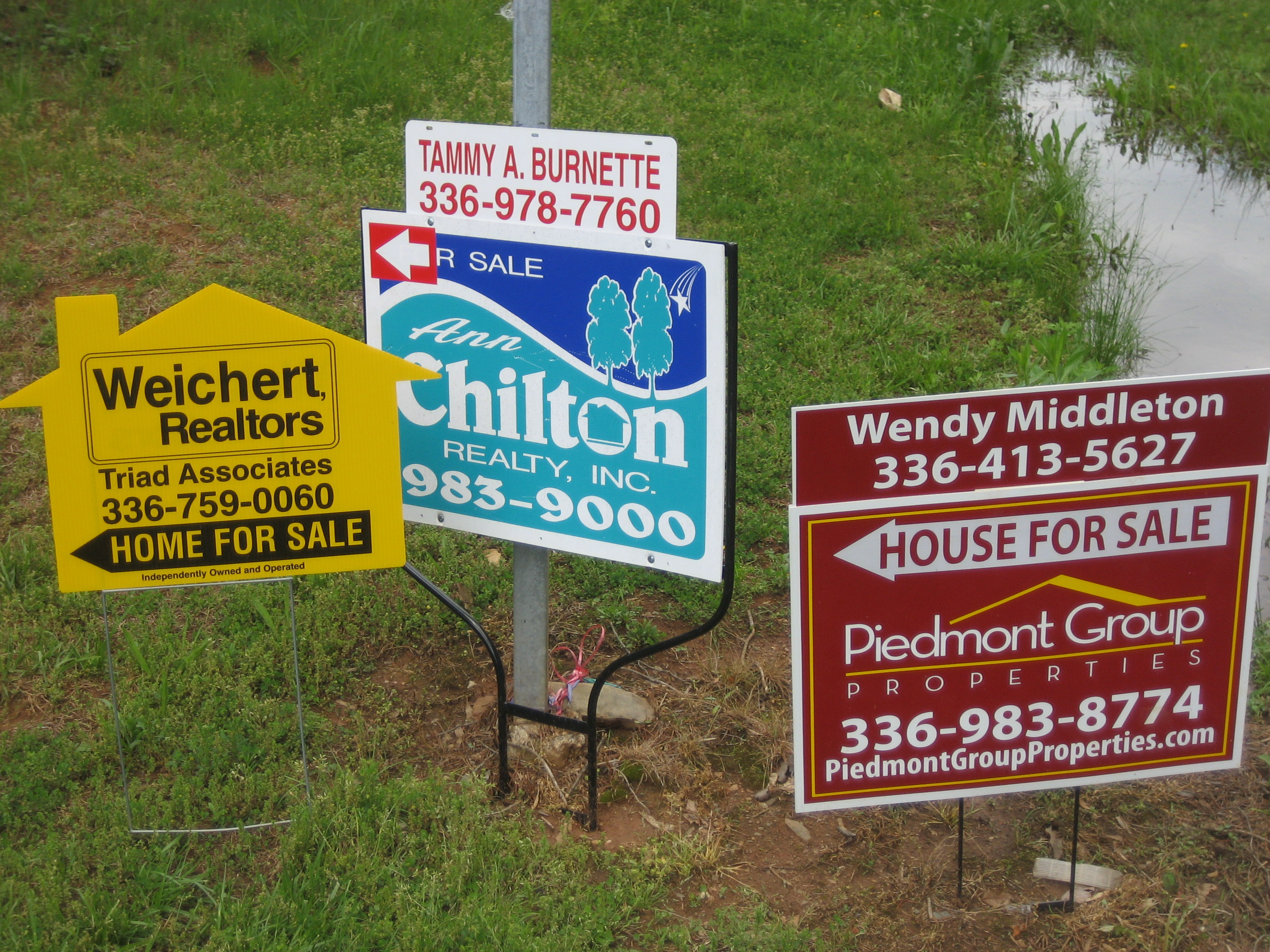
Carteles de propiedades en venta

Un agente inmobiliario (o corredor de propiedades) es una persona física que se dedica a prestar servicios de mediación, asesoramiento y gestión en transacciones inmobiliarias relacionadas con la compraventa, alquiler, permuta o cesión de bienes inmuebles.

## Profesionalización
La compra, venta, y valoración de inmuebles implican una profesionalización específica, profunda y rigurosa. También es aconsejable desarrollar ciertas habilidades blandas como comunicación, habilidades de tecnologías, o trabajo en equipo.
Pueden ejercer como agentes inmobiliarios:
- Los agentes de la propiedad inmobiliaria que cumplen los requisitos de calificación profesional establecidos por su normativa específica y por la presente Ley.[3]
- Todas las personas físicas o jurídicas que tengan la capacitación profesional requerida y cumplan las condiciones legales y reglamentarias que les sean exigibles.[4]

Responsabilidades:
- Disponer de un establecimiento abierto al público a tal efecto, salvo que la comercialización de los servicios inmobiliarios se efectúe a distancia por vía electrónica o telemática, en cuyo caso debe acreditarse una dirección física del agente responsable.[5]
- Estar en posesión de la capacitación profesional que se les exija legalmente. En caso de tratarse de personas jurídicas, la capacitación es exigible a los administradores o, en su caso, a los miembros del consejo de administración. Sin embargo, en países como la República Dominicana, la labor de agente inmobiliario se realiza de modo informal.
- Constituir y mantener una garantía, con vigencia permanente, que les permita responder de las cantidades que reciban en el ejercicio de su actividad mediadora hasta que las pongan a disposición de los destinatarios. Para determinar el importe de la garantía es preciso tener en cuenta el número de establecimientos que cada agente mantenga abiertos al público. Por reglamento pueden establecerse las modalidades que puede adoptar y los criterios de fijación del riesgo que debe cubrir dicha garantía. En el caso de los agentes colegiados o asociados, la garantía puede constituirse por medio del colegio o asociación profesional a que pertenezcan.
- Constituir y mantener una póliza de responsabilidad civil, con vigencia permanente, que les permita responder del ejercicio de la actividad mediadora. El capital que ha de asegurar la póliza debe determinarse por reglamento, teniendo en cuenta el número de establecimientos que cada agente mantenga abiertos al público. La póliza de seguro puede ser individual o bien, en el caso de los agentes colegiados o asociados, la póliza colectiva que tenga concertada el colegio o la asociación profesional a que pertenezcan.[6]

## Regulación por país
En cada país, la actividad se rige por una ley particular, y no hay una ley que regule los temas inmobiliarios a nivel mundial.
En España, para poder ejercer como agente inmobiliario, se debe estar inscrito obligatoriamente en el Registro de Agentes Inmobiliarios, registro que tiene como finalidad favorecer la transparencia en el sector inmobiliario y garantizar la protección a los consumidores.
En México, existen asociaciones como la Asociación Mexicana de Profesionales Inmobiliarios y la Asociación de Profesionales en Comercialización Inmobiliaria que buscan profesionalizar y proteger a los consumidores a través de la formalización de la profesión de Agente Inmobiliario.
En Chile, la actividad de corretaje de propiedades no está regulada, pero existen asociaciones como la Cámara Nacional de Servicios Inmobiliarios de Chile – ACOP, el Círculo de Corredores de Propiedades y la Asociación Gremial de Corredores de Propiedades de Chile - Coproch, que buscan mejorar el estándar del corretaje de propiedades en el país, para que los clientes puedan sentirse seguros de que son atendidos por empresas profesionales y de confianza. 
En República Dominicana, la actividad del agente inmobiliario no está regulada por ley. En consecuencia, no se requiere de una licencia emitida por el Estado para ejercer este oficio. Sin embargo, si existe una Asociación Nacional de Agentes y Empresarios Inmobiliarios (AEI). La AEI busca integrar y armonizar a los actores que convergen en el mercadeo y venta de propiedades.
En Ecuador es un requisito obtener la Licencia Profesional de Corredor de Bienes Raíces, y cumplir con lo establecido en el Artículo 77 del Código de Comercio en Ecuador. También haber cumplido la mayoría de edad (18 años), tener mínimo un año de experiencia en la actividad y estar habilitado para ejercer libremente actividades de comercio.

## Agentes inmobiliarios virtuales
Existen en la actualidad, mediante el uso de las tecnologías de la comunicación e internet, agentes inmobiliarios virtuales, los cuales se materializan a través de sitios web, en los cuales hay dos factores principales: los oferentes y los demandantes de propiedades. Estos espacios proporcionan un lugar de encuentro para intercambiar contactos de quienes quieren vender, alquilar, comprar propiedades. De esta manera, se crea un nuevo espacio virtual que pertenece al dueño de la página web, quien podría conceptualizarse como un agente inmobiliario virtual.[cita requerida]

## Consultores hoteleros
Dentro del sector inmobiliario hay un subsegmento particularmente especializado, el sector de la asesoría e intermediación hotelera. En España existen algunos agentes inmobiliarios generalistas que trabajan también en el segmento de consultoría hotelera. Existen también empresas especializadas exclusivamente en hoteles, búsquedas de operador hotelero y búsquedas de inversión hotelera.[cita requerida]

## Bróker hipotecario
Un bróker hipotecario es un intermediario financiero especializado en la gestión, asesoramiento y tramitación de préstamos hipotecarios entre los clientes y las entidades financieras. Su función principal es ayudar a los solicitantes de hipotecas a encontrar y obtener las condiciones más ventajosas del mercado, actuando como enlace entre los clientes y múltiples bancos o instituciones de crédito.

#### Funciones
Los brokers hipotecarios proporcionan una serie de servicios clave:
- Evaluación financiera personalizada: analizan la situación financiera del cliente, incluyendo ingresos, deudas, historial crediticio y objetivos personales, para determinar qué tipo de hipoteca se ajusta mejor a su perfil.
- Comparación de ofertas hipotecarias: acceden a una amplia red de entidades financieras para comparar productos hipotecarios en términos de tipo de interés, plazos, comisiones y condiciones generales.
- Negociación con entidades bancarias: actúan en nombre del cliente durante la negociación de la hipoteca, buscando mejorar las condiciones estándar ofrecidas por los bancos, incluyendo tipos de interés más bajos o condiciones contractuales más flexibles.
- Acompañamiento durante el proceso: ofrecen asesoramiento continuo y acompañamiento en todas las etapas del proceso hipotecario, desde la evaluación inicial hasta la firma del contrato ante notario.

#### Ventajas
Contratar a un bróker hipotecario puede ofrecer varias ventajas, como:
- Ahorro de tiempo y esfuerzo: el cliente evita tener que visitar múltiples bancos o interpretar la compleja terminología financiera por su cuenta.
- Acceso a mejores condiciones: gracias a su experiencia y relaciones con las entidades financieras, los brókers pueden negociar condiciones que en muchos casos no están disponibles al público general.
- Asesoramiento independiente: al no estar ligados a una única entidad bancaria, los brokers ofrecen una visión objetiva y centrada en los intereses del cliente.
- Acceso a ofertas exclusivas: en ocasiones, los brokers tienen acceso a productos financieros que solo se comercializan a través de intermediarios profesionales.

#### Costes
El servicio de un bróker hipotecario suele tener un coste para el cliente, aunque este varía según el país, la empresa o el tipo de servicio contratado. En muchos casos, la tarifa se cobra únicamente si se formaliza una hipoteca con alguna de las entidades con las que el broker ha negociado, lo que garantiza que el servicio esté enfocado a lograr resultados concretos y beneficiosos para el cliente.

#### Diferencias con los bancos
A diferencia de las entidades bancarias, que solo ofrecen sus propios productos, los brokers hipotecarios trabajan con múltiples bancos y están enfocados en encontrar la opción que mejor se adapte al cliente, no necesariamente la que más beneficia a una entidad concreta.

#### Regulación
En muchos países, los brokers hipotecarios deben estar registrados y cumplir con regulaciones específicas que garantizan su transparencia, profesionalidad y la protección del consumidor. Estos requisitos pueden incluir certificaciones, licencias y la adhesión a códigos éticos del sector financiero.